# Aéroport international Sir-Seewoosagur-Ramgoolam
L'aéroport international Sir Seewoosagur Ramgoolam (IATA: MRU, ICAO: FIMP) est le seul aéroport international de Maurice, État insulaire dans l'océan Indien. L'aéroport de Plaisance, son autre nom, est officiellement dénommé d'après Seewoosagur Ramgoolam (1900-1985), homme d'État mauricien, depuis 1987.
L'aéroport est situé sur la plaine Magnien, à 48 km au sud-est de Port-Louis, la capitale. Il accueille, en 2019, 3 884 056 passagers. Il est le hub de la compagnie mauricienne Air Mauritius, avec des vols directs vers l'Afrique, l'Europe, l'Asie et l'Océanie. Son exploitation est assurée par Airports of Mauritius Co Ltd.

## Histoire
En 1942, le gouvernement britannique décida de construire un petit aéroport sur la plaine Magnien près de Mahébourg, alors port d'entrée et de sortie pour les produits importés du Royaume-Uni et de ses colonies, ainsi que pour les marchandises exportées vers ces destinations. Il devait servir essentiellement de base militaire pour la Royal Air Force pendant la Seconde Guerre mondiale. L'exploitation civile de l'aéroport débuta juste après la Seconde Guerre mondiale et donna à l'île Maurice un nouvel essor.
Le 10 septembre 1972, un piper Navajo d'Air Mauritius piloté par le commandant Guillaume de Ravel, effectua le premier vol de l'aéroport de Plaisance jusqu'à celui de Plaine Corail à Rodrigues. Ce furent ensuite des ATR 42 puis des ATR 72 qui furent exploités sur cette destination.

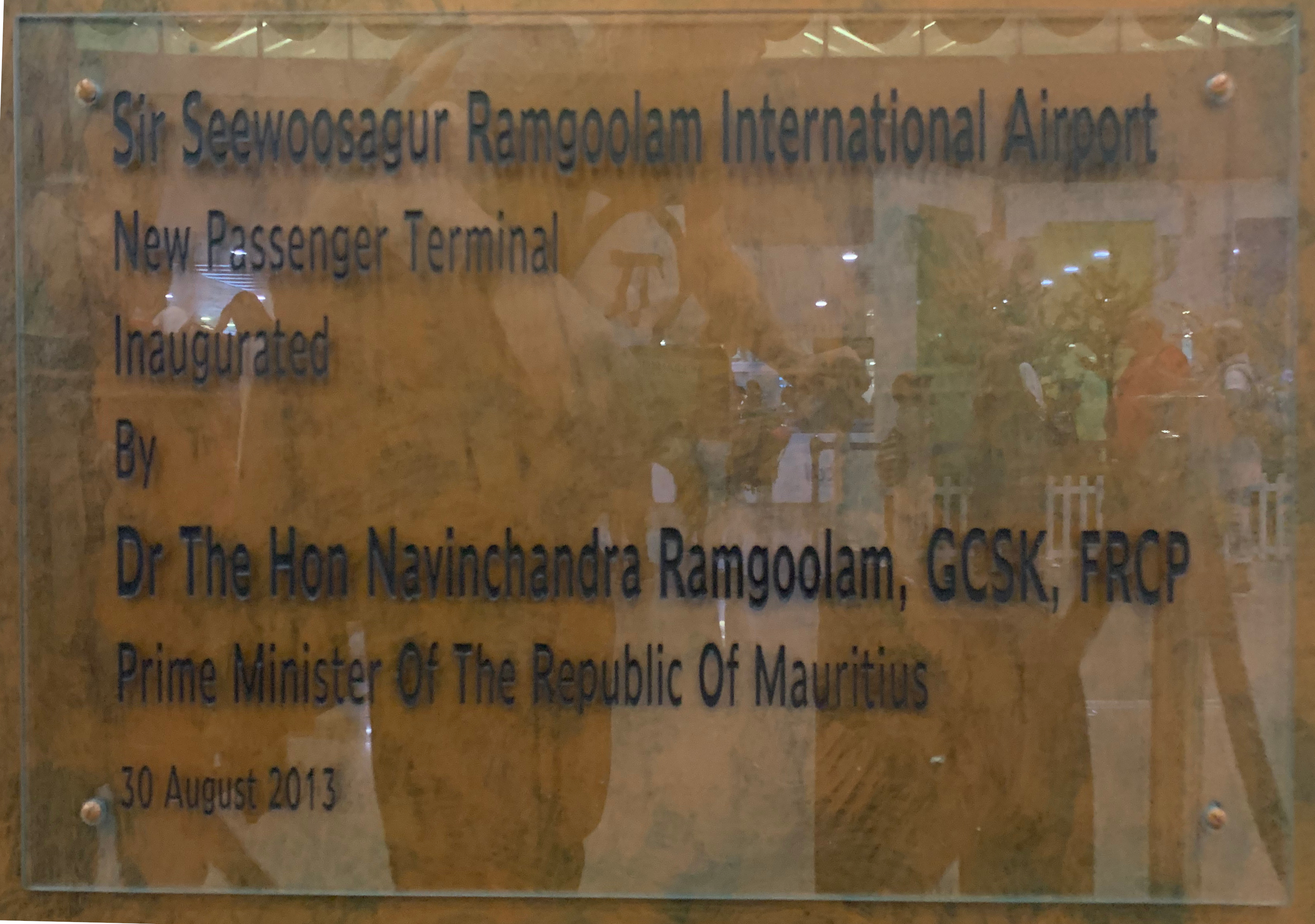
Plaque commémorant l'inauguration d'un terminal en 2013.

En 1986, l'aéroport de Plaisance, comme il a été appelé à ce moment-là, fit de nouveaux travaux pour accueillir des avions de plus grandes tailles. Ainsi, un nouveau terminal fut construit comprenant des passerelles télescopiques pour répondre à l'augmentation prévue de la croissance du trafic ainsi qu'un parking accolé à ce nouveau bâtiment et un service de douane pour les liaisons internationales. Le nouveau terminal comprenait deux étages et pouvait accueillir jusqu'à quatre avions simultanément. Plus tard, en 1987, l'aéroport fut rebaptisé Aéroport International Sir Seewoosagur Ramgoolam.
Aujourd'hui, l'aéroport est la seule porte d'entrée aérienne du pays, et joue un rôle stratégique dans le développement économique de l'île Maurice.
Mais en raison de la croissance rapide de la fréquentation de l'aéroport, le terminal devient de plus en plus obsolète et inadapté pour une telle fréquentation. L'exploitant Airports of Mauritius Co Ltd a lancé plusieurs projets de développement, qui visent à accroître la capacité d'exploitation et à améliorer les services de l'aéroport. Ces projets comprennent la construction d'une seconde piste d'atterrissage, le réaménagement du service de l'immigration aux arrivées et aux départs, la construction d'une nouvelle station d'épuration capable de traiter quatre fois plus d'effluents, un élargissement des voies réservées aux taxis, un nouveau réseau routier et une meilleure installation du parking pour faciliter le trafic.
Ces projets comprennent aussi la construction d'un nouveau terminal. Ainsi l'aéroport international est appelé à devenir une plaque tournante régionale.

### Nouveau terminal
Afin de répondre aux perspectives de croissance du tourisme de l'Ile Maurice, les autorités locales ont décidé d'augmenter les capacités de l'aéroport international Sir Seewoosagur Ramgoolam, par la création d'un nouveau terminal d'une capacité de quatre millions de passagers par an, qui sera connecté au terminal existant. Les deux filiales d'Aéroports de Paris, ADPM (management) et ADPI (ingénierie) participeront à ce développement. La China State Construction Engineering Corporation Ltd s'occupera de la construction du nouveau terminal.
ADPM financera et exploitera le futur terminal avec l'exploitant actuel de l'aéroport AML (Airport of Mauritius Ltd) au sein de l'entreprise commune ATOL (Airport Terminal Operations Ltd). Suivant un contrat d'assistance technique d'ores et déjà signé, elle assurera également la mise en œuvre du projet, la mise en service de la structure et sa gestion pendant une durée de trois ans après son ouverture.
De son côté, ADPI réalisera l'architecture et l'ingénierie du bâtiment et de ses abords. Un contrat de deux ans, lui aussi signé, l'engage à superviser les travaux de l'édifice et des infrastructures associées. La valeur totale de ce contrat pour tous les intervenants est de 300 millions de dollars.
S'inscrivant dans le concept de l'identité de l'île, l'agencement architectural du futur terminal aéroportuaire mauricien, imaginé par les architectes d'ADPI (Aéroports de Paris Ingénierie), a été conçu à partir de l'image de « l'arbre du voyageur » (le ravenala), plante tropicale très présente sur l'île Maurice. Les 'palmes' de cet arbre feront office de porte d'entrée vers les salles d'embarquement, ces dernières offrant une large vue vers les montagnes mauriciennes et le lagon de Blue Bay.
La conception du terminal se veut durable. Ainsi, des panneaux photovoltaïques installés sur les auvents vitrés à l'entrée du terminal utiliseront l'énergie solaire, alors que les eaux pluviales seront récupérées et utilisées pour les patios et les sanitaires. En outre, les façades du bâtiment seront traitées afin de réduire les apports solaires.
Ce terminal, d'une capacité de 4 millions de voyageurs, aura une superficie de 57 000 m² et sera doté de 5 postes avions au contact, dont 1 pouvant accueillir l'A380, de 52 banques d'enregistrement, de 6 carrousels de livraison des bagages et de 9 passerelles télescopiques ; ce nouveau terminal a été inauguré le 11 mars 2013 avec l'arrivée du vol MK053 en provenance de Londres-Heathrow.

Infrastructures (2020).
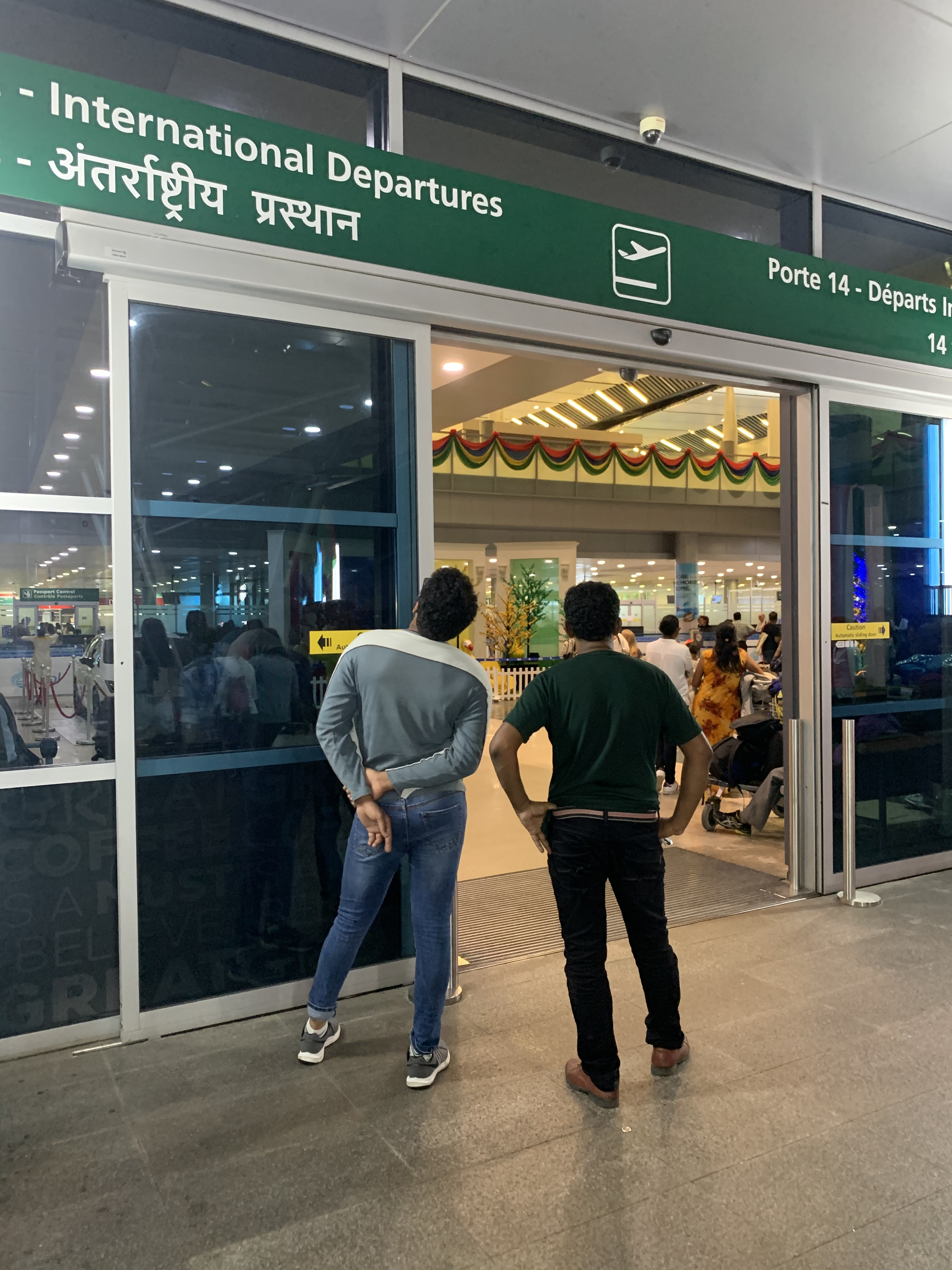
Une entrée.
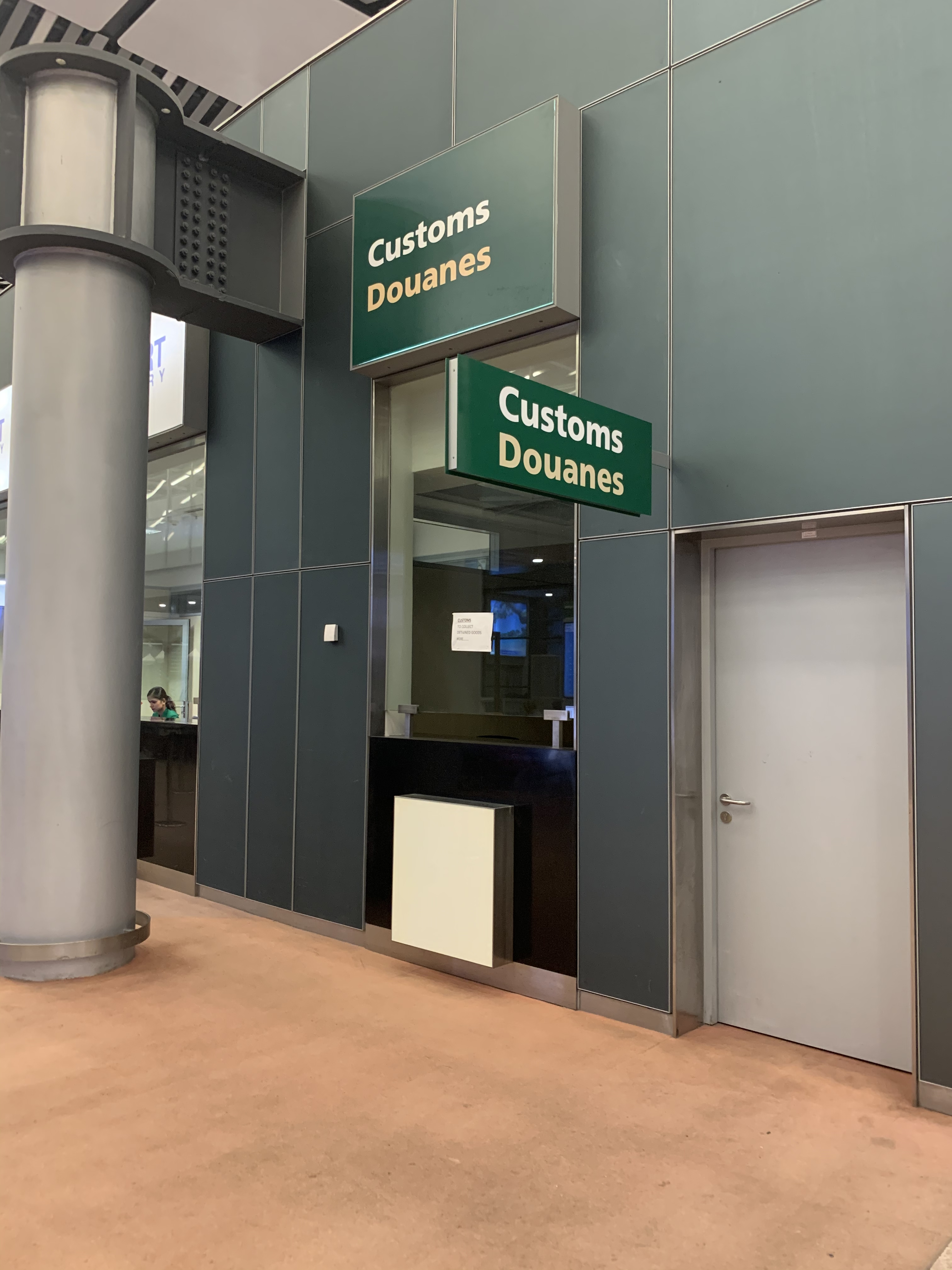
Douanes.
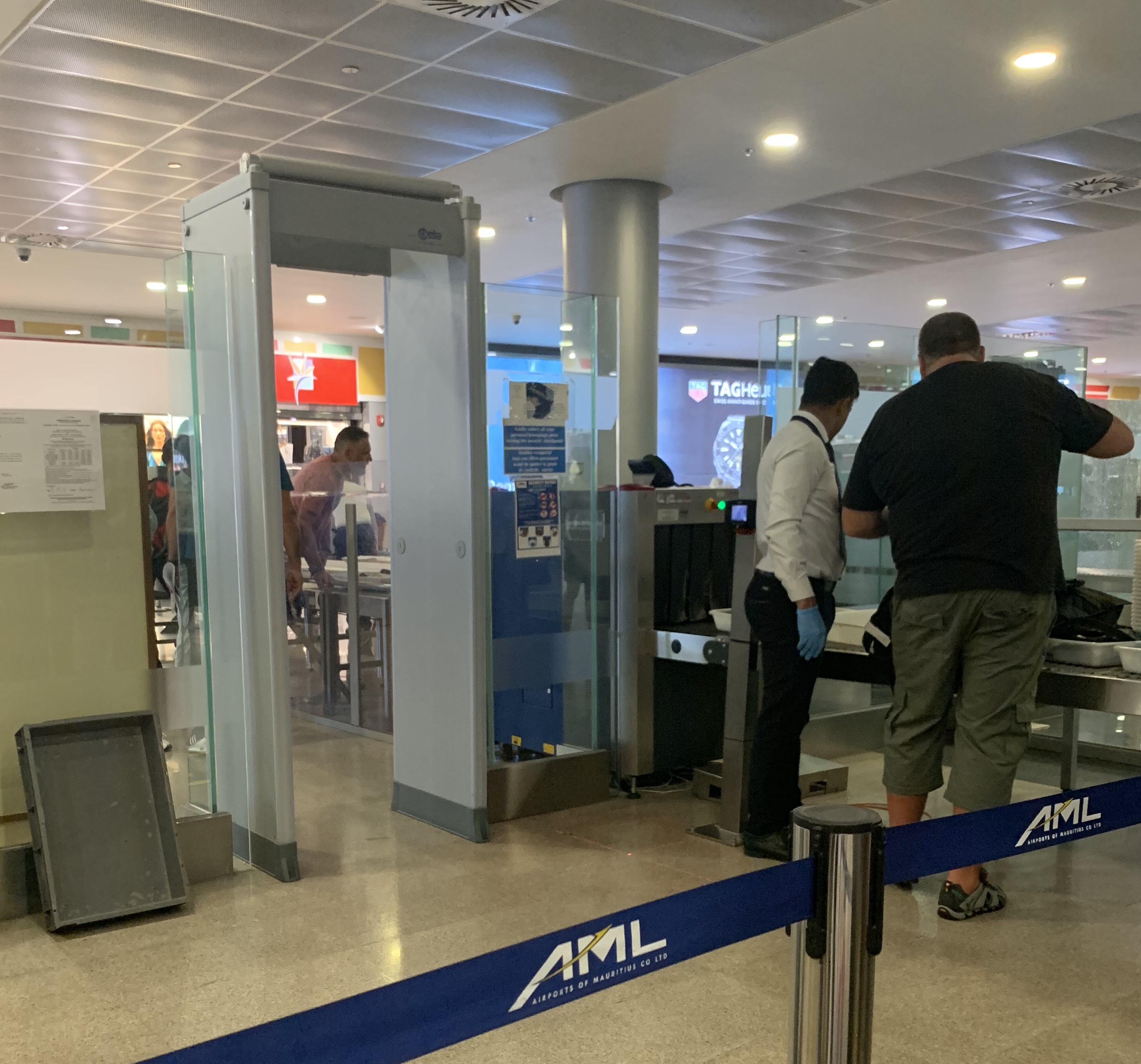
Sécurité et contrôle.
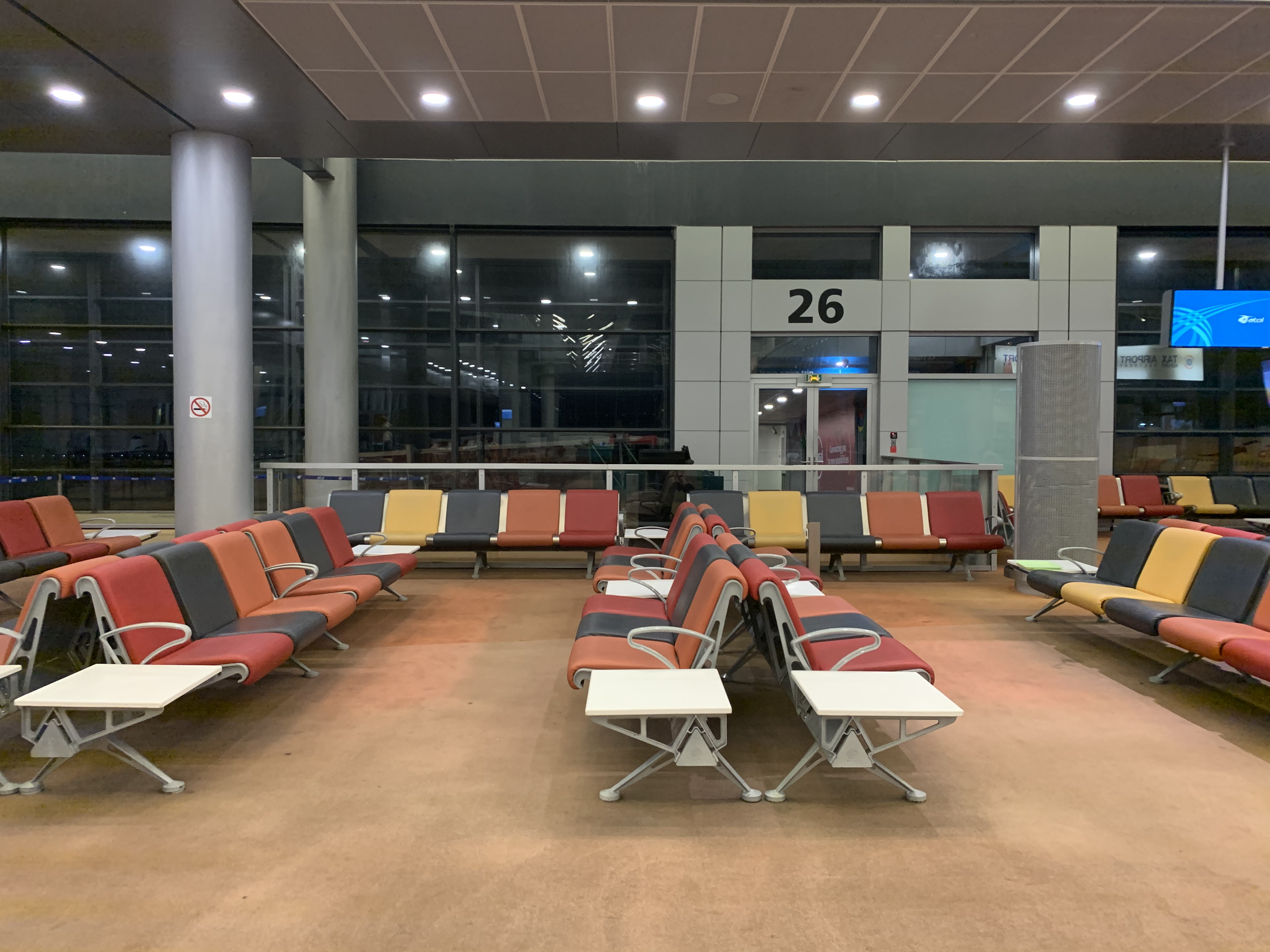
Salle d'attente.
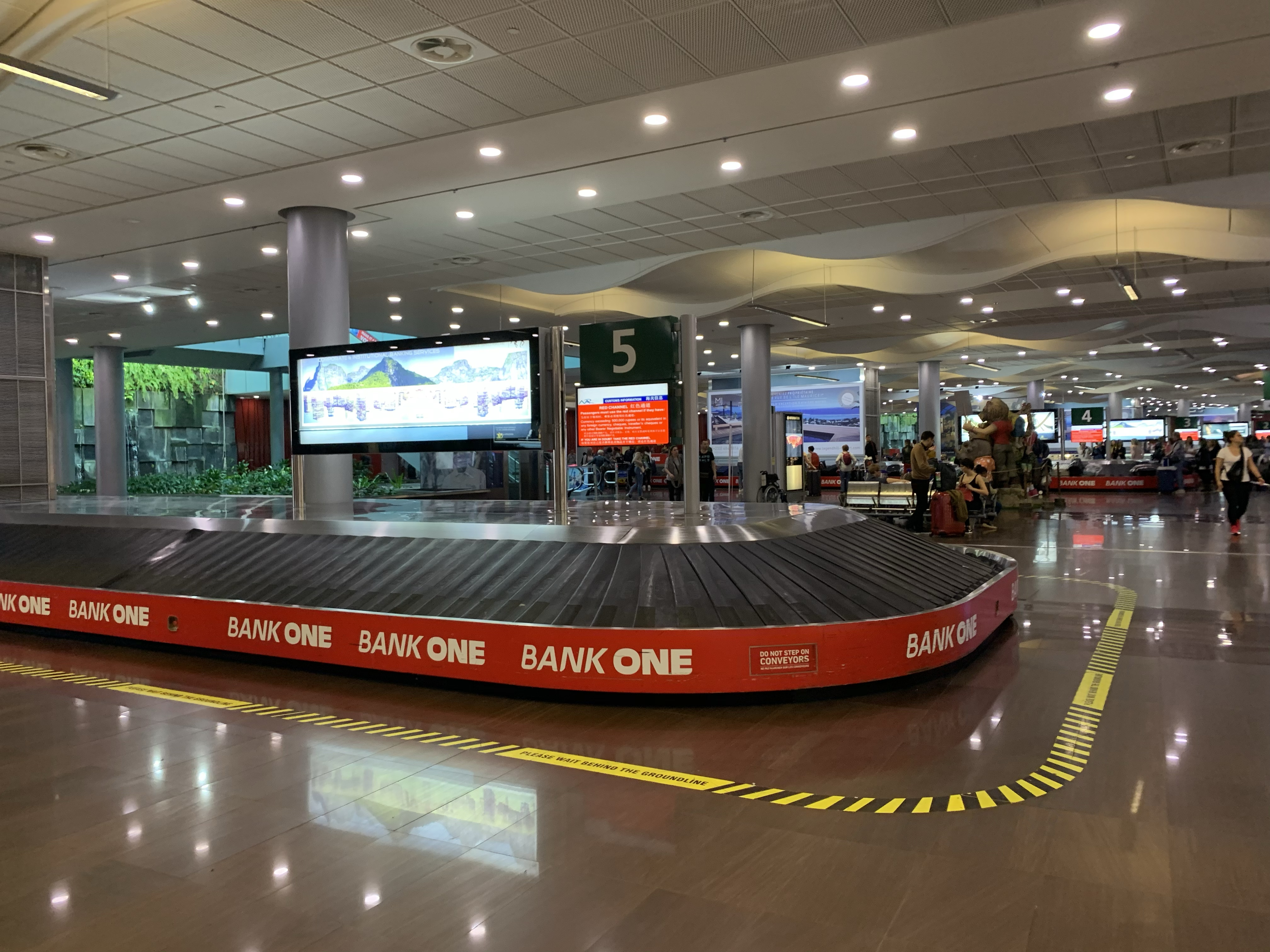
Récupération des bagages.

### Statistiques
Le graphique qui aurait dû être présenté ici ne peut pas être affiché car il utilise l'ancienne extension Graph, désactivée pour des questions de sécurité. Des indications pour créer un nouveau graphique avec la nouvelle extension Chart sont disponibles ici.

Voir la requête brute et les sources sur Wikidata.

## Compagnies aériennes et destinations
Une vingtaine de compagnies aériennes desservent plus de 35 destinations par l'aéroport. En 2019, près de 4 millions de passagers ont été enregistrés à l'aéroport. De nouvelles lignes vers la Chine sont en cours d'élaboration. 
| Compagnies               | Destinations |
| ------------------------ | --- |
| Aeroflot                 | Moscou Chérémétiévo |
| Air Austral              | La Réunion-R. Garros, Saint-Pierre-Pierrefonds |
| Air France               | Paris-Charles de Gaulle |
| Air India                | Bombay-Chhatrapati-Shivaji |
| Air Mauritius            | - Antananarivo, - Bombay-Chhatrapati-Shivaji, - Delhi-Indira Gandhi, - Johannesbourg OR Tambo, - Kuala Lumpur, - Le Cap, - Londres-Gatwick, - Madras (Chennai), - Paris-Charles de Gaulle, - Perth, - Rodrigues-Plaine Corail, - La Réunion-R. Garros En saison : Genève-Cointrin |
| Air Seychelles           | Mahé-Seychelles international |
| Austrian Airlines        | En saison : Vienne-Schwechat |
| Beijing Capital Airlines | Hangzhou-Xiaoshan |
| Bulgaria Air             | En saison charter : Sofia-Vrajdebna |
| British Airways          | Londres-Gatwick |
| Condor                   | Francfort |
| Corsair International    | Lyon-Saint-Exupéry, Marseille-Provence, Paris-Orly |
| Discover Airlines        | En saison : Francfort |
| Edelweiss Air            | Zurich |
| Emirates                 | Dubaï |
| FlySafair                | Johannesbourg OR Tambo |
| Iberojet                 | En saison : Madrid-Barajas |
| Kenya Airways            | Nairobi-J. Kenyatta |
| LOT Polish Airlines      | En saison charter : Varsovie-Chopin |
| Mahan Air                | En saison charter : Téhéran-Imam-Khomeini |
| Neos                     | En saison : Milan-Malpensa, Rome Léonard-de-Vinci/Fiumicino |
| Saudia                   | Djeddah - Roi-Abdelaziz, Riyad-roi Khaled |
| South African Airways    | Johannesbourg OR Tambo |
| TUI fly Nordic           | En saison charter : Copenhague-Kastrup, Helsinki-Vantaa, Oslo-Gardermoen, Stockholm-Arlanda |
| Turkish Airlines         | Istanbul |

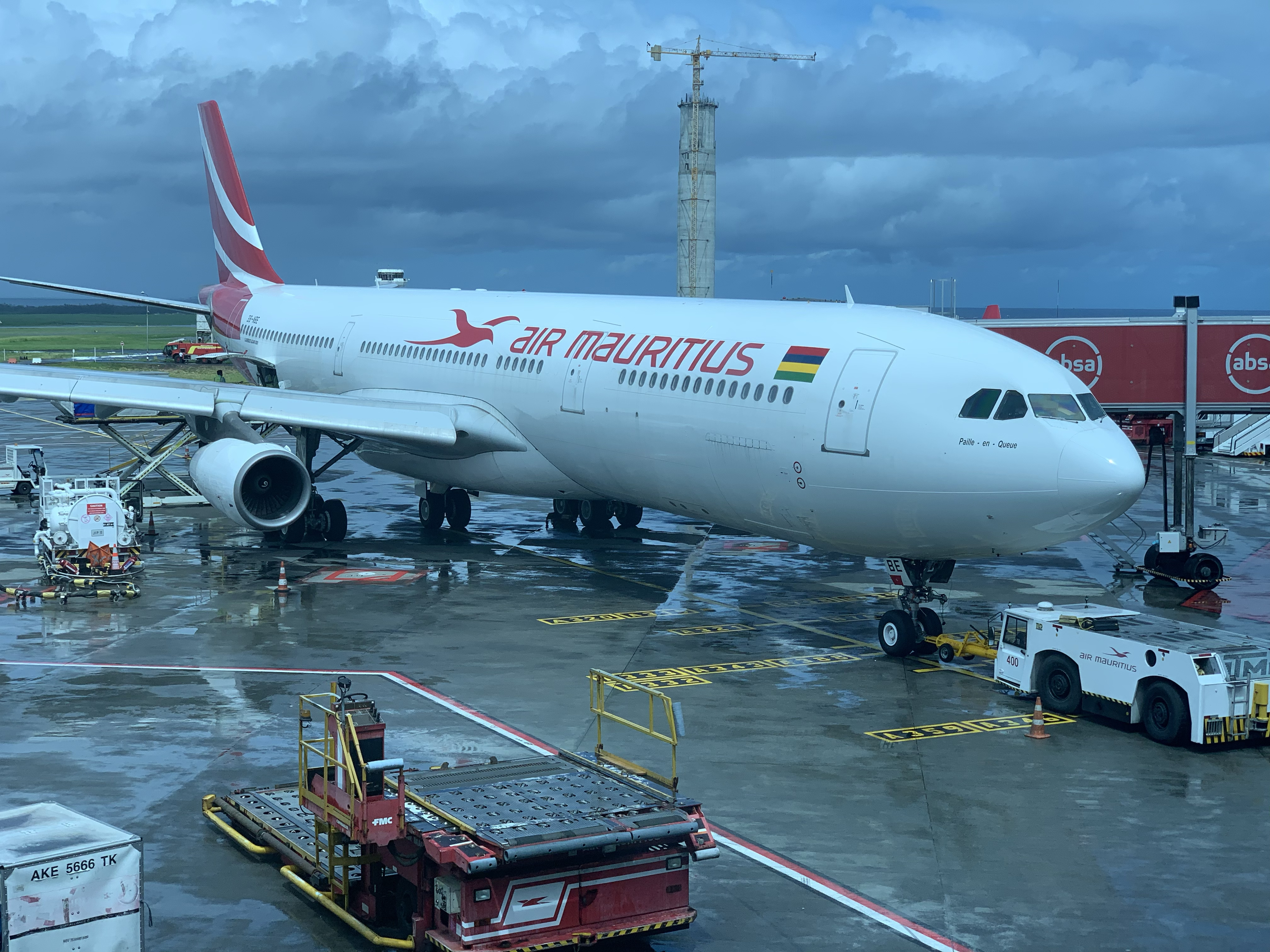
Appareil d'Air Mauritius (février 2020).

Édité le 03/04/2019.  Actualisé le 14/11/2023